# Enneapogon pallidus
Enneapogon pallidus là một loài thực vật có hoa trong họ Hòa thảo. Loài này được (R.Br.) P.Beauv. mô tả khoa học đầu tiên năm 1812.